# Campionato di calcio della Palestina/Eretz Israele 1946-1947
Il Campionato di calcio della Palestina/Eretz Israele 1946-1947 è stata l'11ª edizione del campionato di calcio del Mandato britannico della Palestina (futuro campionato israeliano di calcio). Fu l'ultima edizione ad essere disputata prima della fondazione dello Stato di Israele.
Fu organizzato a distanza di tre anni dall'ultima edizione, dopo che i campionati 1944-1945 e 1945-1946 non erano stati disputati.
Anche le statistiche del campionato 1946-1947 sono lacunose, e neppure l'IFA ne dispone di ufficiali. È, comunque, accertato che il Maccabi Tel Aviv vinse il titolo nazionale per la quarta volta nella sua storia, come confermato dalle ricerche eseguite nel 2002 dalla Rec.Sport.Soccer Statistics Foundation.

## Verdetti
- Maccabi Tel Aviv campione della Palestina/Eretz Israele 1946-1947